# Bentley (Canada)
Bentley is een plaats (town) in de Canadese provincie Alberta en telt 1083 inwoners (2006).